# Historia de Alto Adigio

Mapa del Alto Adigio actual, con sus sectores

Alto Adigio (o Alto Adige) es actualmente el nombre en italiano de la mitad septentrional de la región Trentino-Alto Adige. Etimológicamente el nombre se relaciona -desde el punto de vista histórico- con el curso superior del río Adige del norte de Italia, desde su creación por Napoleón.

## Historia
Históricamente el nombre "Alto Adigio" fue creado a finales del siglo XVIII por los franceses de Napoleón, cuando ocuparon el territorio del norte de Italia hasta los Alpes.
En efecto en Italia actualmente el Alto Adigio se identifica con la Provincia Autonoma di Bolzano – Alto Adige, pero de costumbre se utiliza solamente el nombre Alto Adige, desde los tiempos de Ettore Tolomei que lo oficializó en Italia después de la Gran Guerra.
Este era el nombre de la división administrativa conocida como el "Departamento de Alto Adige" (Dipartimento dell'Alto Adige), introducido durante el Reino de Italia en época napoleónica, que hace referencia al río Adige nacido en esta provincia.

## Alto Adigio napoleónico
Durante el control francés de la región, el Alto Adigio fue llamado oficialmente Haut Adige (literalmente, "Alto Adigio", italiano: "Alto Adige") para evitar cualquier referencia al histórico "Condado de Tirol" de Austria.

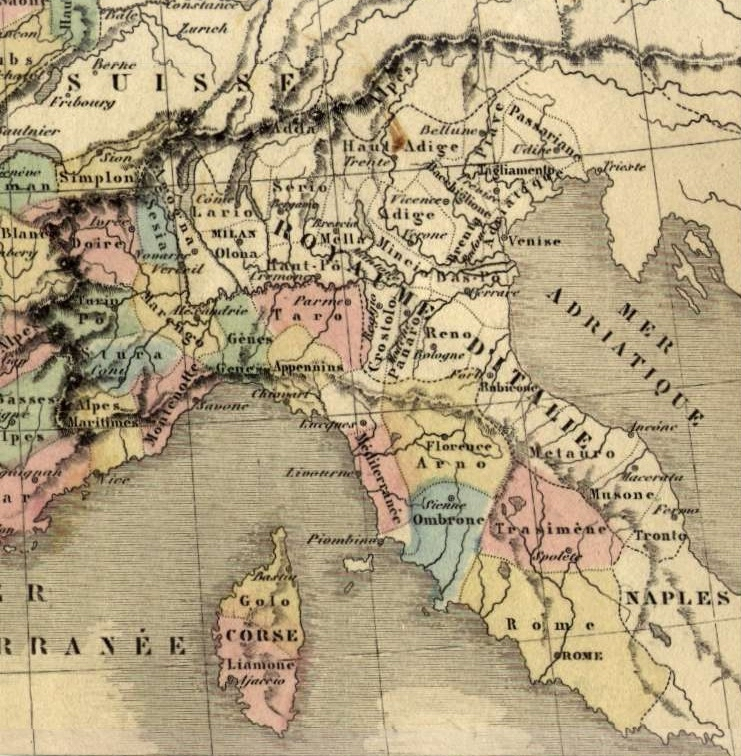
"Department Haut-Adige" (1810)

El Distrito de Alto Adige fue creado por Napoleón como parte del "Dipartamento del Benaco" en la República Cisalpina, y se hallaba cerca de Verona. Este departamento de Benaco, creado en 1797, fue eliminado en 1798 a consecuencia de una reorganización administrativa de la República Cisalpina.
Algunos años después Napoleón creó más al norte el "Departamento Alto Adige": este departamento llamado Alto Adigio (en francés Haut-Adige, en alemán Oberetsch) fue un territorio del Reino de Italia desde 1810 hasta 1814.
Fue creado con la división del Tirol austriaco entre la Baviera francesa y el Reino de Italia, y comprendía la parte sur del Tirol con la ciudad de Bolzano y alrededores, junto con el Trentino.
Los límites fueron hechos por comisarios austriacos/alemanes en base al principio: "perteneciente al Reino de Italia porque poblado por italianos" (da appartenersi al Regno d'Italia perché paese italiano.).
Esto demuestra que la ciudad de Bolzano y sus alrededores era a mayoría italiana en tiempos napoleónicos y que en el siglo siguiente fue "germanizado" (ya que en el censo austriaco de 1911 Bolzano era de lengua alemana en casi un 91 %).
La germanización casi total de la provincia de Bolzano fue una de las causas de las reinvindicaciones de los irredentistas italianos -como Ettore Tolomei- después de 1918, cuando el territorio fue unido a Italia y ahora se llama Alto Adige.

## Alto Adigio actual
Durante los siglos del Renacimiento y hasta el siglo XIX toda el área, originariamente poblada por ladinos desde los tiempos del Imperio romano, subió un fuerte proceso de germanización. En los siglos antes de Napoleón el área ladina de las Dolomitas quedó aislada a causa de la germanizacion de la parte occidental de la actual provincia de Bolzano (especialmente la Val Venosta cerca de Merano).
Austria controló el territorio con el nombre de Tirol del sur hasta 1918, actuando una política de completa germanización después de las guerras de independencia italiana.

El "Alto Adigio" actual

Después de la Primera Guerra Mundial, a pesar del hecho de que sus habitantes fueran casi completamente de lengua alemana, el Alto Adigio fue asignado al Reino de Italia por el Tratado de Saint-Germain. Esto acaeció debido a los anhelos de los irredentistas italianos, que consideraban el Alto Adige (así llamado en italiano) como un territorio geográficamente italiano y se basaban en el hecho de que originariamente el territorio había sido mayoritariamente de idioma ladino hasta el siglo XIV. Además el gobierno fascista favoreció la industrialización de la provincia para atraer inmigrantes italianos: como resultado de esta "italianización" hoy en día 135 mil personas (casi una tercera parte del total de habitantes) usan el italiano como lengua materna.
Después de 1945 el Alto Adigio ha experimentado un pequeño terrorismo (con algunos muertos) en contra de la unión a Italia, especialmente en los años sesenta, pero el gobierno italiano ha sabido apaciguarlo.
En 1972 se aprobó un nuevo estatuto de autonomía, que transfirió los poderes legislativos y administrativos desde la región hasta las provincias de Trento e Bolzano, por eso llamadas autónomas. La provincia de Bolzano mantiene el 90 % de todos los impuestos y es hoy en día una de las regiones más ricas de Italia.
Políticamente el partido dominante es el Partido Popular Sudtirolés, al poder con mayoría absoluta desde 1947. Aunque el Alto Adige es citado como ejemplo de integración étnica en la actual Europa, hay organizaciones italianas que lamentan el excesivo dominio del Partido Popular Sudtirolés y señalan -como consecuencia- el continuo descenso de la población de lengua italiana (en 1961 eran el 34 %, mientras que en 2001 eran poco menos del 25 % del total de la población del Alto Adige).